# Срджан Баляк
Срджан Баляк (серб. Srđan Baljak / Срђан Баљак, нар. 25 листопада 1978, Белград) — сербський футболіст, що грав на позиції нападника.

## Ігрова кар'єра
У дорослому футболі дебютував 1997 року виступами за команду клубу «Телеоптик» з міста Земун, в якій провів два сезони, взявши участь у 29 матчах чемпіонату.
У 1999 році перейшов у столичний «Партизан», але зіграв лише один матч за основний склад у Суперлізі і ще один матч у Кубку УЄФА 1999/00 проти «Лідс Юнайтед», після чого на початку 2000 року відправився в оренду в «Раднички 1923» з Крагуєваца. За клуб Срджан провів 15 матчів і не зміг забити жодного м'яча. 

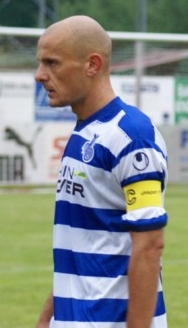
Баляк під час виступів за «Дуйсбург». 2010 рік.

Влітку 2000 року Баляк повернувся в «Телеоптик», за який виступав до 2002 року, коли на правах оренди перейшов у «Будучность» з села Банатський Двор. У «Будучності» був дуже результативним і забив 20 м'ячів у 21 матчі. 
У червні 2002 році перейшов в клуб японської Джей-ліги «Консадолє Саппоро». Відігравши за клуб з Саппоро 14 матчів і забив 3 м'ячі, Срджан не зумів врятувати команду від вильоту за результатами сезону 2002 року, після чого повернувся назад до «Будучності», яка вперше за всю свою історію зуміла вийти до вищого дивізіону. Щоправда клуб вилетів з еліти вже в дебютний сезон 2003/04, але одночасно клуб несподівано вийшов у фінал Кубка Сербії та Чорногорії, тим самим забезпечивши місце в Кубку УЄФА 2004/05.
26 січня 2006 року «Будучность» об'єдналася з клубом «Пролетер» в одну команду «Банат» і Срджян виступав за новий клуб до 2007 року. У сезоні 2006/07 з 18 м'ячами Баляк став найкращим бомбардиром Суперліги.
У червні 2007 року Баляк перейшов в клуб з німецької Другої Бундесліги «Майнц 05». За «Майнц 05» у чемпіонаті провів 58 матчів і забив 17 м'ячів, в тому числі зіграв чотири гри у Бундеслізі у сезоні 2009/10, втім основним гравцем не був. 
У січні 2010 року Срджян перейшов в «Дуйсбург». У новому клубі дебютував 17 січня і відзначився забитим голом у матчі проти «Франкфурта». З сезону 2010/11 був капітаном «Дуйсбурга» і загалом за 3,5 роки у клубі зіграв 73 матчі у Другій Бундеслізі.
В кінці кар'єри грав за нижчолігові німецькі клуби «Ворматія» (Регіоналліга) та «Шотт Майнц» (Оберліга), завершивши кар'єру влітку 2017 року.

## Досягнення
- Найкращий бомбардир сербської Суперліги: 2006/07 (18 голів)